# Конец-Бор
Конец-Бор — деревня в составе Краснокамского городского округа в Пермском крае.

## Географическое положение
Деревня расположена на правом берегу реки Кама, примыкая к городу Краснокамск с запада.

## Климат
Климат умеренно континентальный. Наиболее тёплым месяцем является июль, средняя месячная температура которого 17,4—18,2 °C, а самым холодным январь со среднемесячной температурой −15,3…−14,7 °C. Продолжительность безморозного периода 110 дней. Снежный покров удерживается 170—180 дней.

## История
Известна с 1782 года как «деревня Конец Ласвенского Бору». До 2018 года входила в Майское сельское поселение Краснокамского района. После упразднения обоих муниципальных образований стала рядовым населённым пунктом Краснокамского городского округа. Представляет собой типичную пригородную деревню, жители которой работают в основном на предприятиях города Краснокамск.

## Население
Постоянное население составляло 369 человек (98 % русские) в 2002 году, 407 человек в 2010 году.